# Red Dead Revolver
Red Dead Revolver — пригодницька гра, розроблена Rockstar San Diego і видана Rockstar Games 18 травня 2004 року. Це перша частина серії Red Dead, яка була випущена для PlayStation 2 та Xbox. Дія однокористувацької гри відбувається у 1880-х роках, на Дикому Заході, і розповідає про прагнення мисливця за головами Реда Гарлоу помститися за вбивство своїх батьків. Локальний багатокористувацький режим дозволяє до чотирьох гравців протистояти один одному або ботам, керованим штучним інтелектом, у вільних битвах.
Rockstar San Diego (тоді відома як Angel Studios) розпочала роботу над Red Dead Revolver за фінансування Capcom у 2000 році. Під час розробки Angel Studios була придбана і ребрендована Rockstar Games. Після того, як Йошікі Окамото покинув Capcom у 2003 році, Red Dead Revolver було скасовано, поки Rockstar Games не придбала права на гру і не відродила її пізніше того ж року. Гра отримала змішані відгуки від критиків і продавалася помірно добре. Сиквел, Red Dead Redemption, вийшов у травні 2010 року, а третя гра, Red Dead Redemption 2, — у жовтні 2018 року, обидві отримали схвальні відгуки критиків.

## Ігровий процес
Red Dead Revolver це шутер від третьої особи та пригодницький бойовик з лінійною сюжетною лінією. Гравці можуть боротися з ворогами, використовуючи пістолети, гвинтівки, дробовики та метальну зброю, таку як мисливські ножі, коктейлі Молотова та динаміт. В кінці кожного рівня можна придбати нову зброю. Рівні зазвичай закінчуються битвою з босом, і за голову кожного боса призначена винагорода, яка забирається після його вбивства. На кожному рівні використовується рейтингова система, яка винагороджує гравців контентом, який можна розблокувати, наприклад, новою зброєю або персонажами для багатокористувацької частини гри, залежно від того, наскільки добре вони виконали певні завдання, наприклад, час, витрачений на проходження рівня, або точність стрільби.
Хоча в грі немає відкритого світу, гравці можуть вільно досліджувати невелике містечко Брімстоун між рівнями, де вони можуть взаємодіяти з NPC. Упродовж сюжетної лінії гравці переважно беруть на себе роль мисливця за головами Реда Гарлоу, але на деяких рівнях вони отримують можливість керувати іншими персонажами, такими як англійський трюкач Джек Свіфт, власниця ранчо Енні Стоукс, генерал мексиканської армії Хав'єр Дієго, двоюрідний брат Реда, корінний американець Тіньовий Вовк, та афроамериканський солдат, відомий лише як Солдат Баффало. Кожен персонаж має унікальну зброю, наприклад, револьвер Реда, пістолети-близнюки Джека та лук і стріли Тіньового Вовка.
Ігрова механіка, представлена в Revolver, а згодом перенесена в інші ігри серії Red Dead, — це «Мертве око», система прицілювання, яка тимчасово переводить гравця в режим сповільненої зйомки, щоб зробити один або кілька точних пострілів у тіло ворога. Коли послідовність прицілювання закінчується, персонаж гравця автоматично стріляє в усі позначені місця в дуже швидкій послідовності, завдаючи великої кількості шкоди. Мертве око також використовується в дуелях, які складаються з чотирьох етапів:
- Хапання — гравець керує рукою персонажа і повинен спрямувати її до зброї.

- Витягування — гравець відводить правий аналоговий стик назад, щоб дістати зброю з кобури.

- Здобуття замків — правий аналоговий стик використовується для переміщення перехрестя прицілу над тілом супротивника і розміщення декількох мішеней.

- Стрільба — як тільки закінчується ефект часу на постріл, персонаж гравця автоматично випускає кулі у швидкій послідовності.

Гра включає локальний багатокористувацький режим, в який можуть грати як один, так і двоє гравців, а також два боти, керовані штучним інтелектом. Існує три режими гри, переважно битви «кожен за себе», де мета — вистояти до останнього. У багатокористувацькому режимі використовується більшість карт і моделей персонажів з однокористувацької кампанії, за винятком кількох ексклюзивних.

## Сюжет
Наприкінці 1860-х років старателі Нейт Гарлоу і Гріфф знаходять золото в місцевості під назвою Ведмежа гора і святкують це, виготовляючи два однакові револьвери, кожен з яких забирає собі один. Коли пізніше Гріф потрапляє в полон до мексиканської армії, він переконує корумпованого генерала Хав'єра Дієго зберегти йому життя, пропонуючи показати, де заховане золото. Дієго доручає своїй правій руці, американському найманцю, який називає себе полковником Дареном, вбити Нейта і його сім'ю, щоб приховати місцезнаходження золота. Дарен і група найманців вбивають Нейта і його дружину, корінну американку, Падаючу зірку, але їхньому синові-підлітку Реду вдається втекти, відстреливши Дарену ліву руку з револьвера свого батька, вогонь від якого випалює на руці шрам у формі скорпіона.
Дванадцять років потому Ред став безжальним мисливцем за головами. Розправившись з бандою бандитів на чолі з Кривавим Томом, він відвозить їхні тіла до містечка Відовс-Патч, щоб отримати винагороду за їхні голови. Там він потрапляє в засідку до Бридкого Кріса та його людей, які контролюють місто. Ред вбиває банду за допомогою шерифа О'Ґрейді, хоча останній отримує поранення під час перестрілки. Ред відвозить О'Ґрейді до Брімстоуна, найближчого міста, де є лікар, і по дорозі запобігає пограбуванню поїзда. У Брімстоуні Ред знайомиться з місцевим шерифом Бартлеттом, який пропонує йому кілька винагород за злісних злочинців, що орудують у цій місцевості. Вимагаючи одну з таких винагород, Ред знайомиться з англійським трюкачем Джеком Свіфтом, який стає його другом. Врятований Редом, Джек власноруч розстрілює свого підступного колишнього роботодавця та його поплічників.
Ліквідувавши всі свої цілі, Ред повертається до Бартлетта, який повідомляє, що потяг з грошима ще не прибув. У банку Брімстоун Ред підслуховує, як місцева власниця ранчо Енні Стоукс згадує про золото, за яке загинули його батьки. Заінтригований, він відвідує її на ранчо невдовзі після того, як воно було спалене за наказом губернатора Гріффон як помста за відмову Енні продати своє майно. Ред пропонує віддати їй усю свою винагороду в обмін на інформацію про Ведмежу гору, яка, як він дізнається, частково належить Гріфону. Пізніше, в салуні, Ред підслуховує розмову бандитів про полковника Дарена і вбиває їх у перестрілці, коли ті відмовляються розповісти йому більше. Бартлетт заарештовує Реда, але швидко відпускає його, коли дізнається, що він син Нейта Харлоу, і розкриває обставини вбивства його батьків.
Ред вирушає, щоб помститися Дієго, але потрапляє в полон до Дарена після того, як знищує один з їхніх потягів із вантажем. У в'язниці, де його змушують працювати як раба, видобуваючи золото, Ред знайомиться з іншим бранцем, якого називають просто Солдат Буйвол, доки їх не рятує двоюрідний брат Реда, індіанець Тіньовий Вовк. Після втечі з шахт Ред і Тіньовий Вовк штурмують табір Дієго і вбивають Дарена, хоча Тіньовий Вовк отримує смертельне поранення під час битви. Дієго намагається втекти на бронепоїзді, але Ред переслідує його і вбиває. Тим часом Солдат Буйвол вирушає до Брімстоуна, щоб попросити допомоги у губернатора Гріффон, але губернатор розкриває його зв'язок з Дієго і наказує ув'язнити Буйвола.
Пізніше Ред, Енні та Джек беруть участь у щорічному змаганні зі швидкого розіграшу Брімстона, яке влаштовують Гріффон і Бартлетт. Гріффон маніпулює змаганням, щоб забезпечити загибель Реда, але той перемагає всіх своїх суперників. Розлючений Гріффон дістає револьвер, щоб убити Реда, але той помічає, що зброя ідентична його власному револьверу, і робить висновок, що Гріффон насправді є зрадницьким партнером його батька, Гріфом. Під час втечі Гріффон наказує своєму поплічнику, містеру Келлі, вбити Реда. Розправившись з Келлі, Ред разом з Енні, Джеком і Бартлеттом штурмує маєток Гріффа. Прорвавшись крізь охорону губернатора, Джек жертвує собою, щоб дати Реду достатньо часу для вбивства Гріффіна на дуелі, а Енні знаходить і рятує Солдата Буйвола. Його сім'я нарешті помстилася, Ред дякує союзникам за допомогу і отримує золото, яке йому винен Бартлетт, який дякує йому за все хороше, що він зробив для Брімстоуна. Дотримуючись обіцянки, даної Енні, Ред просить шерифа віддати золото їй і Солдату Буйвола, а сам іде з револьвером Грифона, кажучи, що «справа ніколи не була в грошах».

## Розробка
Angel Studios розпочала роботу над Red Dead Revolver під наглядом і за фінансової підтримки Capcom у 2000 році. Проєкт став результатом партнерства Angel Studios і Capcom над портом Resident Evil 2 для Nintendo 64. Тоді Йошікі Окамото з Capcom звернувся до Angel Studios з ідеєю оригінальної інтелектуальної власності під назвою S.W.A.T. Пізніше, за рекомендацією Окамото, він прийняв вестерн-тематику, переосмисливши абревіатуру як «Spaghetti Western Action Team» («Спагеті-вестерн-бойовик»). Повідомляється, що натхнення для цього прийшло від Окамото, який раніше працював над аркадою Capcom 1985 року shoot 'em up Gun.Smoke, після перегляду фільму Blindman. Художник Акіра Ясуда, також відомий як Акіман, переїхав до Сполучених Штатів, щоб працювати над дизайном персонажів Red Dead Revolver.
Capcom анонсувала гру в березні 2002 року. Її розробка йшла важко, частково через культурні відмінності між двома компаніями, і гра так і залишилася нереалізованою.
У листопаді 2002 року Take-Two Interactive, материнська компанія Rockstar Games, оголосила про придбання студії Angel Studios, яка перейшла під крило Rockstar Games і була перейменована на Rockstar San Diego. Після покупки керівництво Rockstar Games переглянуло проекти, що розроблялися в студії, щоб вирішити, що варто залишити. Ден Гаузер, креативний директор Rockstar Games, зауважив, що гра «виглядала дуже добре» і привернула увагу команди оглядачів, незважаючи на те, що вона була в неігровому стані. Проблеми з розробкою призвели до того, що гра не була представлена на ECTS 2002 та E3 2003, Окамото покинув Capcom, яка зрештою скасувала гру в серпні 2003 року. Однак Rockstar Games придбала права на Red Dead Revolver у грудні і дозволила Rockstar San Diego продовжити розробку того, що стане першою частиною знаменитої серії Red Dead.
Версія для PlayStation 2 вийшла на PlayStation 4 11 жовтня 2016 року, а версія для Xbox стала доступною на Xbox One завдяки зворотній сумісності 15 листопада 2021 року.

## Сприйняття
Red Dead Revolver отримала «середні» відгуки згідно з рейтингом Metacritic. В Японії, де гра була портована і видана Capcom 25 травня 2005 року, майже через два роки після того, як компанія скасувала гру, Famitsu поставив їй 31 бал з 40.
The Times дала їй 4 зірки з 5, сказавши, що «вона має сильну, послідовну сюжетну лінію, яка перетворює Реда з початківця стрільця на досвідченого мисливця за головами в грі, яка виявляється матір'ю всіх стрілецьких тренувальних ігор». Maxim також дав їй 4 зірки з 5. Однак Entertainment Weekly поставив їй трійку і сказав, що «гра не досягає своєї мети: Замість грубого гумору, як у фільмах Серджо Леоне, Revolver відчувається як атракціон у Діснейленді, що розбурхує кров».
Вона була номінована на премію GameSpot 2004 за «Найкращу ліцензійну музику», яка дісталася Battlefield: Vietnam. У 2010 році гра увійшла до книги «1001 відеогра, яку ви повинні зіграти перед смертю».

### Продажі
За даними дослідницької компанії The NPD Group, протягом червня 2004 року було продано 140 000 одиниць Red Dead Revolver, а станом на липень 2010 року загальний тираж склав 920 000 примірників.

## Сиквели
Перший натяк на сиквел з'явився у 2005 році, коли Rockstar показала тизер на пресконференції Sony. Наступник Red Dead Revolver, Red Dead Redemption, був офіційно анонсований для PlayStation 3 та Xbox 360 у 2009 році. Після кількох затримок з датами релізу, вона нарешті вийшла 18 травня 2010 року в Північній Америці та 21 травня 2010 року в Європі та Австралії, отримавши схвальні відгуки критиків, багато рецензентів високо оцінили геймплей та технічні покращення гри порівняно з попередницею.
Rockstar Games анонсувала Red Dead Redemption 2 у жовтні 2016 року. Гра вийшла 26 жовтня 2018 року на PlayStation 4 та Xbox One, а 5 листопада 2019 року і на Windows.